# Adelia panamensis
Adelia panamensis är en törelväxtart som beskrevs av Ferdinand Albin Pax och Käthe Hoffmann. Adelia panamensis ingår i släktet Adelia och familjen törelväxter.
Artens utbredningsområde är Panamá. Inga underarter finns listade i Catalogue of Life.